# Bodyrock
„Bodyrock“ je píseň amerického hudebníka Mobyho, která vyšla na jeho albu Play v roce 1999. Rovněž vyšla jako singl. Píseň byla nominována na cenu Grammy v kategorii Nejlepší instrumentální rockový výkon navzdory tomu, že nejde o instrumentální píseň a dle Mobyho slov ani o rockovou píseň. Zpěv byl do písně nasamplován z písně „Love Rap“ od rappera Spoonieho Gee. Píseň se umístila na 38. příčce Britské singlové hitparády.